# Skunder Boghossian
Alexander „Skunder“ Boghossian (* 22. Juli 1937; † 4. Mai 2003) war ein äthiopischer Künstler und Kunstlehrer. Er war einer der ersten zeitgenössischen afrikanischen Künstler, die eine internationale Anerkennung fanden.

## Kindheit und Jugend
Boghossian wurde am 22. Juli 1937 in Addis Abeba, der Hauptstadt Äthiopiens, geboren. Seine Mutter Weizero Tsedale Wolde Tekle war Äthiopierin. Sein Vater Kosrof Gorgorios Boghossian war zwar in Äthiopien geboren und aufgewachsen, hatte aber einen armenischen Hintergrund. Er war Oberst in der Königlichen Leibgarde und war aktiv am Widerstand gegen die italienische Besetzung Äthiopiens beteiligt und später dadurch verhaftet und für sieben Jahre eingesperrt. Deswegen mussten der neugeborene Alexander und seine ältere Schwester Aster ohne ihren Vater im Haus ihres Onkels väterlicherseits aufwachsen, denn ihre Mutter entschloss, ein neues Leben mit einem anderen Mann ohne ihre älteren Kinder aufzubauen.
Alexander besuchte eine traditionelle religiöse Grundschule. In der Sekundarschule wurde er sowohl von äthiopischen als auch von ausländischen Lehrern unterrichtet und sprach fließend Amharisch, Armenisch, Englisch und Französisch. Solche Multikulturalität hatte später einen starken Einfluss auf seine Kunst.

## Studium in Frankreich
Ab 1955 studierte er mit einem Stipendium an der St. Martin’s School of Art und der Slade School of Fine Arts in London. 1957 zog er aber nach Frankreich, ohne sein erstes Studium abzuschließen. Skunder Boghossian setzte seine künstlerische Ausbildung in Paris fort, wo er an École des Beaux-Arts und der Académie de la Grande Chaumière studierte.
Während dieser Zeit knüpfte er wichtige Kontakte zu afrikanischen Künstlern und Intellektuellen wie z. B. Wole Soyinka, Aime Cesaire oder Cheikh Anta Diop. Diese Erfahrungen und Einflüsse trugen maßgeblich dazu bei, dass Skunder sich für Panafrikanismus zu interessieren begann. Neben afrikanischer Mythologie prägte die Surrealismus-Bewegung, die damals auf ihrem Höhepunkt war, sehr seine späteren Werke.
1966 kehrte Skunder nach Äthiopien zurück, wo er sofort an der von Ale Felege Selam in Addis Abeba geöffneten Kunsthochschule eine Stelle bekam. Er blieb in Äthiopien bis 1969, als er sein Land für immer verließ und in die USA zog.